# Kölnische Gesellschaft für Christlich-Jüdische Zusammenarbeit
Die Kölnische Gesellschaft für Christlich-Jüdische Zusammenarbeit ist mit ca. 850 Mitgliedern die größte Gesellschaft im Deutschen Koordinierungsrat der Gesellschaften für Christlich-Jüdische Zusammenarbeit. Von der Gesellschaft wurden Publikationen, die sich unter anderem mit der jüdischen Geschichte Kölns, der NS-Geschichte Kölns sowie mit Bildungsarbeit gegen Antisemitismus auseinandersetzen, herausgegeben. Vorsitzender der Kölnischen Gesellschaft ist Jürgen Wilhelm. Weitere Vorstandsmitglieder sind unter anderem Horst Matzerath und Ulrich Soénius.

## Tätigkeit
Jedes Jahr verleiht die Kölnische Gesellschaft den Giesberts-Lewin-Preis. Sie führt eigene Veranstaltungen zur Woche der Brüderlichkeit durch. In Veranstaltungsreihen wird die jüdische Kultur und jüdische Persönlichkeiten vorgestellt. Bildungsarbeit gegen Rassismus und Antisemitismus wird durchgeführt. Die Kölnische Gesellschaft nimmt Stellung zu aktuellen Themen und zur Stadtpolitik und ist aktiv gegen Rechtsextremismus in Köln.

## Giesberts-Lewin-Preis

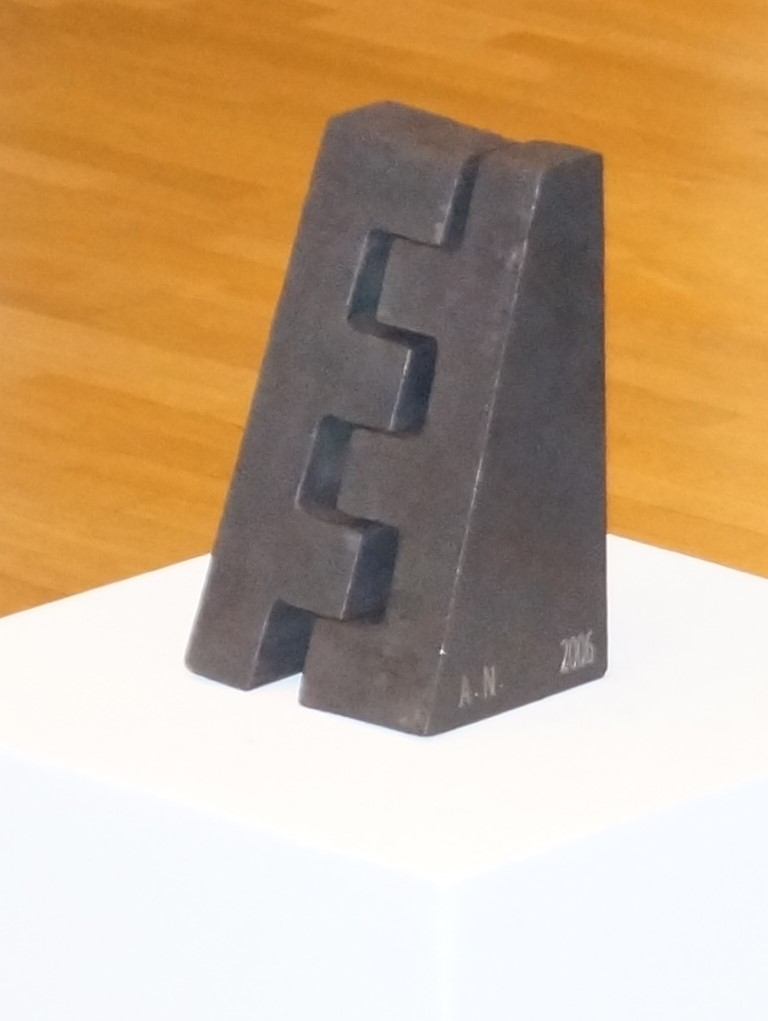
Giesberts-Lewin-Preis (Foto: 2014)

Die Kölnische Gesellschaft für Christlich-Jüdische Zusammenarbeit stiftet jährlich einen Ehrenpreis für herausragendes ehrenamtliches Engagement zur Förderung des christlich-jüdischen Dialogs, des Jugendaustausches zwischen Israel und der Bundesrepublik Deutschland sowie für ein entschiedenes Eintreten gegen rassistische und antisemitische Tendenzen und für Toleranz und Völkerverständigung in Politik, Gesellschaft und Kultur. Dabei sollen bisherige Leistungen gewürdigt und zukünftiges Handeln ermutigt werden. Der Preis erinnert an Johannes Giesberts (1909–1981) und Shaul Lewin (1905–1986). Die Skulptur wurde entworfen von Ansgar Nierhoff. 
Bisherige Preisträger sind:
- 2025: Herbert Rubinstein[8]
- 2024: Eva Weissweiler
- 2023: Bürgerverein Köln-Müngersdorf e. V.[9]
- 2022: Verein EL-DE-Haus[10]
- 2019: Begegnungszentren Porz und Chorweiler der Synagogen-Gemeinde Köln
- 2018: Erich Bethe und seine Frau Roswitha
- 2017: Volker Beck[11]
- 2016: Barbara Becker-Jákli
- 2015: Arsch huh, Zäng ussenander
- 2014: Esther Bejarano, Joran Bejarano und Microphone Mafia
- 2013: Lale Akgün
- 2012: Rolly Brings
- 2011: Beate Klarsfeld
- 2010: Gerhart Baum
- 2009: Heiner Lichtenstein
- 2008: Günter Wallraff
- 2007: Gunter Demnig
- 2006: Ralph Giordano